# Zay Jones
Zay Jones (Dallas, Texas, 30 de marzo de 1995) es un jugador profesional estadounidense de fútbol americano que se desempeña en la posición de wide receiver en Arizona Cardinals, equipo de la National Football League (NFL).

## Carrera
Fue seleccionado en la segunda ronda en la Reunión Anual de Selección de Jugadores de la NFL de 2017. Hizo su debut profesional con el equipo Buffalo Bills, en el cual jugó tres temporadas (2017-2019), después pasó a Las Vegas Raiders (2019-2022), luego a Jacksonville Jaguars (2022-2024), posteriormente a Arizona Cardinals.